# Гран-при Монако 1992 года
Гран-при Монако 1992 года — шестой этап чемпионата мира по автогонкам в классе Формула-1 сезона 1992 года прошёл в Монте-Карло, Монако, 31 мая.
Гонку, состоявшую из 78 кругов, выиграл Айртон Сенна после тесной борьбы за лидерство на последних трех кругах с обладателем поула Найджелом Мэнселлом. Мэнселл был на первом месте до 71-го круга, но потом пришлось остановиться за новым комплектом шин после подозрений на прокол его левой задней шины. После гонки было обнаружено, что проблемы на самом деле были вызваны гайкой колеса, а не проколом. Несмотря на победу Сенны, Мэнселл казался быстрее во время гонки, и возможно он бы и выиграл эту гонку, если бы не пит-стоп на 71-м круге.
Риккардо Патрезе занял 3-е место на подиуме после сдерживания Benetton Михаэля Шумахера, который финишировал четвёртым. В очковую зону так же вошли Мартин Брандл на втором Benetton и Бертран Гашо, который заработал первое и единственное очко для Ляррусс в сезоне 1992 года.

## Перед гонкой
Первые 5 гонок чемпионата закончились победами гонщика Williams Найджела Мэнселла, лидирующего в чемпионате гонщиков на 26 очков. Его напарник Риккардо Патрезе был вторым, имея 24 очка. Williams лидировали в кубке конструкторов с 74 очками, второе место было у Benetton с 20 очками, а их гонщик Михаэль Шумахер занимал 3-е место в чемпионате гонщиков. У чемпиона мира Айртона Сенны на McLaren было только четвёртое место, набрав восемь очков. Тем не менее, Гран-при Монако за последние восемь лет не выигрывал никто кроме Айртона Сенны и Алена Проста, но Мэнселл хотел достичь своей первой победы в Монако, выиграв предыдущие пять гонок. Никаких изменений в составе гонщиков по сравнению с предыдущей гонкой не было, однако перед гонкой президент Ferrari Лука ди Монтеземоло пришлось публично объявить позицию Ивана Капелли в команде Феррари как «запасной» в ответ на критику со стороны итальянского журнала Autosprint о последних выступлениях Капелли. Autosport также сообщила в четверг перед гонкой, что Капелли «собираются заменить» в связи с «итальянскими слухами», подчеркнув тот факт, что Джанни Морбиделли провел большую часть тестирования Феррари в Имоле перед гонкой в Монако. Ferrari выпустила заявление в ответ на высказывание Морбиделли о Ferrari F92A говоря что Капелли были «в отпуске», но Капелли отрицал этот факт. Команда Лотус привезла второе новое 107-е шасси для Мики Хаккинена в Монако, до этого было только одно 107-е шасси для Херберта в Сан-Марино.

## Предквалификация
В предквалификации в четверг утром было тепло и солнечно. Микеле Альборето оказался самым быстрым в сессии. Роберто Морено занял третье место, опередив напарника по команде Andrea Moda в квалификационной сессии в первый раз. Юкио Катаяма поскользнулся на небольшой луже масла, и ему удалось показать только 1:28,310, а потом он попал в аварию в повороте Tabac на последних минутах сессии.

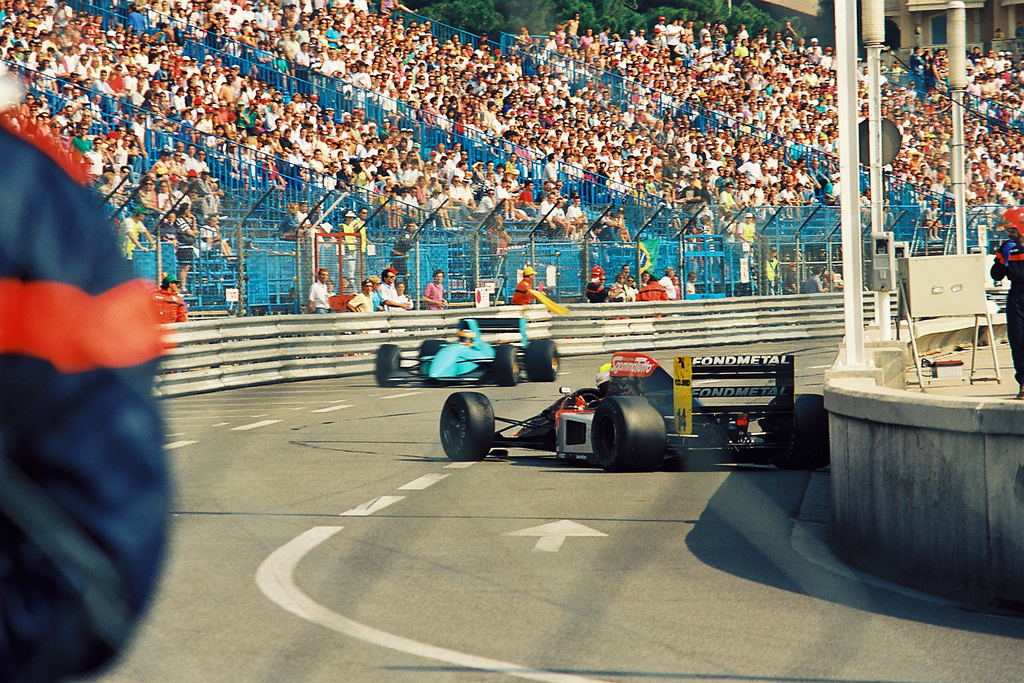
Фондметал Андреа Кьеза развернуло перед March Карла Вендлингера во время свободной практики в четверг. Андреа Кьеза провалил квалификацию и закончил её 29-м, на 0,715 секунды медленнее чем Moda Роберто Морено

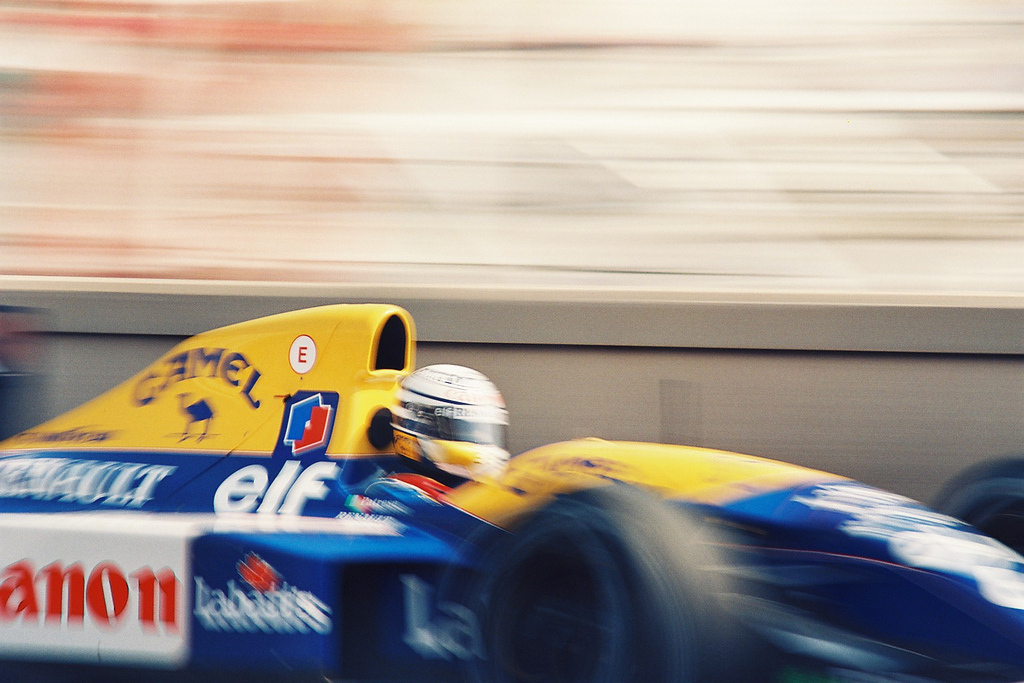
Риккардо Патрезе закончил субботнюю квалификацию вторым несмотря на то что на последних минутах его заблокировал Бертран Гашо, что вызвало громкий скандал между ними

Команда не сделала для меня подходящее сиденье, поэтому меня постоянно кидало по кокпиту и я получал множество ушибов, но я старался удерживать мои ноги снизу и пытался вспомнить где будет следующий поворот. Я знал, что в туннеле очень скользко и поэтому на первом своём круге я вышел из него со скоростью всего 270 км/ч, меня постоянно подбрасывало и я испытывал сильные вибрации, из-за которых у меня начало двоиться в глазах, и когда я пролетал мимо барьера из покрышек я не мог вспомнить в какую сторону будет следующий поворот. Позже меня вызвали в боксы и это стало моей единственной попыткой в Монако в тот день.
| Поз       | №  | Гонщик           | Команда               | Время    | Отставание |
| --------- | -- | ---------------- | --------------------- | -------- | ---------- |
| 1         | 9  | Микеле Альборето | Footwork-Mugen-Honda  | 1:25,413 | —          |
| 2         | 29 | Бертран Гашо     | Venturi-Lamborghini   | 1:25,980 | +0,567     |
| 3         | 34 | Роберто Морено   | Moda-Judd             | 1:27,186 | +1,773     |
| 4         | 14 | Андреа Кьеза     | Fondmetal-Ford        | 1:27,756 | +2,343     |
| НПКВ      | 30 | Укио Катаяма     | Larrousse-Lamborghini | 1:28,310 | +2,897     |
| НПКВ      | 35 | Перри Маккарти   | Andrea Moda-Judd      | —        | —          |
| Источник: |    |                  |                       |          |            |

## Практика и квалификация
В четверг днем квалификация проходила в теплую, но пасмурную погоду. Найджел Мэнселл выиграл сессию с временем 1:20,714, Стефано Модена который квалифицировался в первом ряду в монако 1991 показал только 12-е время, несмотря на то что ранее в двух гонках 1992 года ему вообще не удалось пройти квалификацию. Пройдя впервые предквалификацию Роберто Морено на Andrea Moda продолжал демонстрировать улучшение времени показав 1:25,185 в первые двадцать минут сессии, это время позволило ему показать 11-й результат, несмотря на то что у него были проблемы с падением мощности. Морено не смог больше показать хороших результатов и к концу сессии скатился до 20-го места по итогам предквалификации в четверг.
Погода в субботу была солнечной и без осадков, однако затем днем стало пасмурно. В субботнюю утреннюю сессию Пьерлуиджи Мартини попал в аварию в туннеле, повредив отбойники, на ремонт который потребовалось 40 минут. В итоге старт квалификации отложили на 30 минут.
В квалификации Найджел Мэнселл был ещё быстрее, его время 1:19,495, он взял свой 6-й поул в сезоне. Мэнселл позже назвал свой круг как «абсолютно чистый круг». Риккардо Патрезе улучшил свой прошлый результат и показал второе время, однако на одном из быстрых кругов его сдерживал Бертран Гашо, да так что Риккардо потом пошёл в боксы команды Ляррусс и пытался ударить бельгийца. Айртон Сенна закончил квалификацию 3-м, несмотря на то что для компенсации недостатков своего автомобиля он шёл на бешеный риск, и в повороте Мирабо его занесло, и он сломал подвеску заднего левого колеса и заднее антикрыло об отбойник, крыло в итоге в туннеле оторвалось совсем и Сенна кое-как доехал до боксов на разбитой машине. Стефано Модена стал жертвой поломки приводного вала в начале сессии и был вынужден пересесть на запасной автомобиль Джордан. На запасной машине ему не удалось улучшить пятничное время, и поэтому он занял только 21-е место. Модена стал единственным гонщиком, который не побил своё субботнее время. Мартини после своей аварии продолжал принимать участие в квалификации на запасной машине и занял 18-е место. Закончив четверг 20-м Роберто Морено удалось совсем немного улучшить своё время в квалификации до 1:24,945, но откатился на 26-е место из-за механических проблем с шасси Andrea Moda S921. Эрик ван де Поэле показал лучшее своё время на последних минутах квалификации, но этого не хватило чтобы опередить Andrea Moda Роберто Морено, он оказался на 0,036 медленнее.
| Поз                                              | №  | Гонщик               | Команда            | Q1 время | Q2 время | Отставание |
| ------------------------------------------------ | -- | -------------------- | ------------------ | -------- | -------- | ---------- |
| 1                                                | 5  | Найджел Мэнселл      | Williams-Renault   | 1:20,714 | 1:19,495 |            |
| 2                                                | 6  | Риккардо Патрезе     | Williams-Renault   | 1:22,309 | 1:20,368 | +0,873     |
| 3                                                | 1  | Айртон Сенна         | McLaren-Honda      | 1:21,467 | 1:20,608 | +1,113     |
| 4                                                | 27 | Жан Алези            | Ferrari            | 1:22,942 | 1:20,895 | +1,400     |
| 5                                                | 2  | Герхард Бергер       | McLaren-Honda      | 1:22,359 | 1:21,224 | +1,729     |
| 6                                                | 19 | Михаэль Шумахер      | Benetton-Ford      | 1:23,150 | 1:21,831 | +2,336     |
| 7                                                | 20 | Мартин Брандл        | Benetton-Ford      | 1:23,872 | 1:22,068 | +2,573     |
| 8                                                | 28 | Иван Капелли         | Ferrari            | 1:23,813 | 1:22,119 | +2,624     |
| 9                                                | 12 | Джонни Херберт       | Lotus-Ford         | 1:25,979 | 1:22,579 | +3,084     |
| 10                                               | 4  | Андреа де Чезарис    | Tyrrell-Ilmor      | 1:23,552 | 1:22,647 | +3,152     |
| 11                                               | 9  | Микеле Альборето     | Arrows-Mugen-Honda | 1:23,774 | 1:22,671 | +3,176     |
| 12                                               | 24 | Джанни Морбиделли    | Minardi-Lamborgini | 1:24,567 | 1:22,733 | +3,238     |
| 13                                               | 33 | Маурисио Гужельмин   | Jordan-Yamaha      | 1:24,235 | 1:22,863 | +3,368     |
| 14                                               | 11 | Мика Хаккинен        | Lotus-Ford         | 1:25,809 | 1:22,886 | +3,391     |
| 15                                               | 29 | Бертран Гашо         | Venturi-Lamborgini | 1:23,606 | 1:23,122 | +3,627     |
| 16                                               | 16 | Карл Вендлингер      | March-Ilmor        | 1:23,978 | 1:23,264 | +3,769     |
| 17                                               | 23 | Кристиан Фиттипальди | Minardi-Lamborgini | 1:25,561 | 1:23,487 | +3,992     |
| 18                                               | 22 | Пьерлуиджи Мартини   | Dallara-Ferrari    | 1:25,665 | 1:23,508 | +4,013     |
| 19                                               | 10 | Агури Судзуки        | Arrows-Mugen-Honda | 1:24,340 | 1:23,641 | +4,146     |
| 20                                               | 21 | Юрки Ярвилехто       | Dallara-Ferrari    | 1:25,050 | 1:23,862 | +4,367     |
| 21                                               | 32 | Стефано Модена       | Jordan-Yamaha      | 1:23,890 | 1:23,909 | +4,395     |
| 22                                               | 25 | Тьери Бутсен         | Ligier-Renault     | 1:25,222 | 1:23,909 | +4,414     |
| 23                                               | 26 | Эрик Кома            | Ligier-Renault     | 1:24,816 | 1:23,974 | +4,479     |
| 24                                               | 3  | Оливье Груйяр        | Tyrrell-Ilmor      | 1:24,533 | 1:23,990 | +4,495     |
| 25                                               | 15 | Габриэле Тарквини    | Fondmetal-Ford     | 1:25,614 | 1:24,479 | +4,984     |
| 26                                               | 34 | Роберто Морено       | Moda-Judd          | 1:25,185 | 1:24,945 | +5,450     |
| НКВ                                              | 7  | Эрик ван де Поэле    | Brabham-Judd       | 1:25,702 | 1:24,981 | +5,486     |
| НКВ                                              | 8  | Деймон Хилл          | Brabham-Judd       | 1:26,889 | 1:25,394 | +5,899     |
| НКВ                                              | 14 | Андреа Кьеза         | Fondmetal-Ford     | 1:27,140 | 1:25,660 | +6,165     |
| НКВ                                              | 17 | Поль Бельмондо       | March-Ilmor        | 1:26,501 | 1:25,750 | +6,255     |
| Жирным показывается лучшее время из двух сессий. |    |                      |                    |          |          |            |

## Гонка

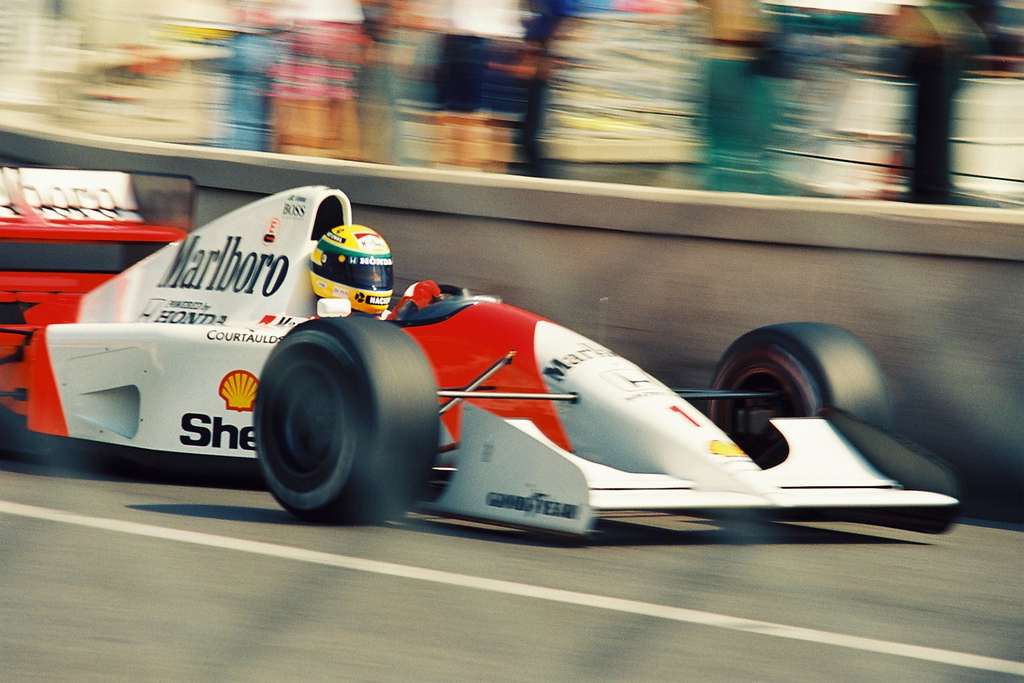
Айртон Сенна возглавил гонку на 70-м круге, но был вынужден сдерживать более быстрого Мэнселла на последних трёх кругах

Погода во время гонки была пасмурной, но сухой и теплой. Гонщики вышли на трассу в воскресение утром на 30-минутную разминку. Быстрейшим оказался гонщик Williams Патрезе, а его напарник Мэнселл лишь 5-м. Микеле Альборето был очень силен на своём Footwork и закончил разминку 2-м, а его партнёр по команде Агури Судзуки был отправлен в госпиталь для осмотра после его аварии на своем Footwork FA13 в повороте Tabac, позже японец был допущен к гонке. Прогревочный круг стартовал в 15:30 по местному времени. 26 автомобилей прошли квалификацию, но только 25 вышли на старт, так как Джанни Морбиделли не удалось запустить свой автомобиль во время прогревочного круга, и он был вынужден стартовать с пит-лейн.
На старте Сенна прошёл Патрезе в повороте Сан. Девот, Шумахер так же прошёл Бергера в этом повороте. Морбиделли присоединился к гонке через пару кругов, но проехав один круг, у него снова начались проблемы с коробкой передач, и это вынудило его сойти совсем.
Роберто Морено прорвался на 19-е место благодаря шести обгонам на первых кругах, но был вынужден сойти на своей Andrea Moda S921 на 11-м круге, из-за проблем с двигателем Judd GV 3,5 V10. Патрезе начал прессинговать Сенну, но потом у него начались проблемы с коробкой передач и он немного начала отставать от него. На 12-м круге, Шумахер попытался обойти Алези в шпильке Лёвс, они столкнулись,Алези продолжал оставаться впереди Шумахера ещё 16 кругов, но отрыв был небольшим. Но повреждение электроники все-таки вынудили его сойти на 28-м круге, благодаря этому Бергер вышел на 5-е место. Следовавший за Бергером Брандл, совершил ошибку в шикане Nouvelle и сломал не только переднее крыло своего Бенеттона, но и проколол колесо, что вынудило его заехать на долгий пит-стоп, это позволило Капелли выйти на 6-е место. На 32-м круге Бергер сошёл из-за проблем с коробкой передач. На 60-м круге Микеле Альборето ошибся, и его развернуло прямо перед Маклареном Сенны, чуть не спровоцировав аварию.
Иван Капелли шёл на 5-м месте, проигрывая лидеру Мэнселлу целый круг, 61-м круге в повороте Казино резко зашёл в поворот и повредил рулевую рейку об барьер. Когда он проезжал поворот бассейн, у него заклинило сломанную рулевую рейку на его Феррари и от удара машина повисла на барьере перед поворотом Rascasse под углом 45 градусов. Его сход напомнил о комментариях команды Феррари на телеканале BBC относительно его будущего в команде, которые были сказаны перед гоночным уикендом. И теперь стало ясно, что он не останется в команде.
Найджел Мэнселл лидировал в гонке с огромным отрывом на своей Williams-Renault FW14B вплоть до 70-го круга, но потом сломалась гайка крепления колеса и он был вынужден заехать на долгий пит-стоп, тем временем Сенна вышел в лидеры. Мэнселл на свежих шинах установил рекорд круга, который почти на 2 секунды был быстрее, чем лучший круг Сенны. За 2 круга Мэнселл сократил отрыв с 5,2 до 1,9 секунды. Эта пара сражалась на протяжении 3 кругов, но Мэнселл так и не смог обогнать Сенну и финишировал в двух десятых секунды позади бразильца. Эта победа стала пятой для Сенны в Монако, по этому показателю он сравнялся с Грэмом Хиллом. Патрезе финишировал 3-м, сдерживая на протяжении большей части гонки Шумахера, занявшего 4-е место.
| Место | С  | №  | Гонщик               | Конструктор          | Ш | Круги | Время/причина схода | О  |
| ----- | -- | -- | -------------------- | -------------------- | - | ----- | ------------------- | -- |
| 1     | 3  | 1  | Айртон Сенна         | McLaren-Honda        | G | 78    | 1:50:59,372         | 10 |
| 2     | 1  | 5  | Найджел Мэнселл      | Williams-Renault     | G | 78    | +0,215              | 6  |
| 3     | 2  | 6  | Риккардо Патрезе     | Williams-Renault     | G | 78    | +31,843             | 4  |
| 4     | 4  | 19 | Михаэль Шумахер      | Benetton-Ford        | G | 78    | +39,294             | 3  |
| 5     | 7  | 20 | Мартин Брандл        | Benetton-Ford        | G | 78    | +1:21,347           | 2  |
| 6     | 15 | 29 | Бертран Гашо         | Larrousse-Lamborgini | G | 77    | +1 круг             | 1  |
| 7     | 11 | 9  | Микеле Альборето     | Arrows-Mugen-Honda   | G | 77    | +1 круг             |    |
| 8     | 17 | 23 | Кристиан Фиттипальди | Minardi-Lamborgini   | G | 77    | +1 круг             |    |
| 9     | 20 | 21 | Юрки Ярвилехто       | Dallara-Ferrari      | G | 76    | +2 круга            |    |
| 10    | 23 | 26 | Эрик Кома            | Ligier-Renault       | G | 76    | +2 круга            |    |
| 11    | 19 | 10 | Агури Судзуки        | Arrows-Mugen-Honda   | G | 76    | +2 круга            |    |
| 12    | 22 | 25 | Тьери Бутсен         | Ligier-Renault       | G | 75    | +3 круга            |    |
| Сход  | 8  | 28 | Иван Капелли         | Ferrari              | G | 60    | Вылет               |    |
| Сход  | 5  | 2  | Герхард Бергер       | McLaren-Honda        | G | 32    | Коробка передач     |    |
| Сход  | 14 | 11 | Мика Хаккинен        | Lotus-Ford           | G | 30    | Коробка передач     |    |
| Сход  | 6  | 27 | Жан Алези            | Ferrari              | G | 28    | Коробка передач     |    |
| Сход  | 13 | 33 | Маурисио Гужельмин   | Jordan-Yamaha        | G | 18    | Коробка передач     |    |
| Сход  | 9  | 12 | Джонни Херберт       | Lotus-Ford           | G | 17    | Вылет               |    |
| Сход  | 26 | 34 | Роберто Морено       | Andrea Moda-Judd     | G | 11    | Двигатель           |    |
| Сход  | 10 | 4  | Андреа де Чезарис    | Tyrrell-Ilmor        | G | 9     | Коробка передач     |    |
| Сход  | 25 | 15 | Габриэле Тарквини    | Fondmetal-Ford       | G | 9     | Двигатель           |    |
| Сход  | 21 | 32 | Стефано Модена       | Jordan-Yamaha        | G | 6     | Вылет               |    |
| Сход  | 24 | 3  | Оливье Груйяр        | Tyrrell-Ilmor        | G | 4     | Трансмиссия         |    |
| Сход  | 16 | 16 | Карл Вендлингер      | March-Ilmor          | G | 1     | Коробка передач     |    |
| Сход  | 12 | 24 | Джанни Морбиделли    | Minardi-Lamborgini   | G | 1     | Коробка передач     |    |
| Сход  | 18 | 22 | Пьерлуиджи Мартини   | Dallara-Ferrari      | G | 0     | Вылет               |    |
| НКВ   |    | 7  | Эрик ван де Поэле    | Brabham-Judd         | G |       |                     |    |
| НКВ   |    | 8  | Деймон Хилл          | Brabham-Judd         | G |       |                     |    |
| НКВ   |    | 14 | Андреа Кьеза         | Fondmetal-Ford       | G |       |                     |    |
| НКВ   |    | 17 | Поль Бельмондо       | March-Ilmor          | G |       |                     |    |
| НПКВ  |    | 30 | Юкио Катаяма         | Larrousse-Lamborgini | G |       |                     |    |
| НПКВ  |    | 35 | Перри Маккарти       | Andrea Moda-Judd     | G |       |                     |    |

## После гонки
Тройка призёров поднялась в королевскую ложу к принцу Монако Альберту II, чтобы получить свои трофеи и затем отправились на пресс-конференцию, где Тони Жардин задавал вопросы. Сенна признался, что он знал, что автомобиль Уильямс был «на несколько секунд быстрее», чем его МакЛарен на нескольких последних кругах. Так же Сенна отметил что из-за того, что он проехал всю гонку на одном комплекте шин, его последние круги напомнили «езду по льду».
Мэнселл выразил своё разочарование из-за невыигранной гонки, но всё же назвал это второе место важнейшим в своей жизни и похвалил Сенну за его оборонительный стиль вождения на последних кругах:
«Я должен поблагодарить Айртона, потому что он очень хорошо угадывал все мои манёвры которые я пытался предпринять для атаки, и он был в праве делать то, что он делал, я думаю его пилотаж был фантастическим и именно поэтому он выиграл гонку, а я пришёл вторым.»
Мэнселл также рассказал последовательность событий, в результате которых на 71-м круге стали подозревать прокол:
«Началось всё в туннеле, я чуть не потерял управление, задняя ось резко ушла вниз и я сразу понял, что это прокол. Проблема была в том что до боксов ехать ещё целых полкруга, мне приходилось ехать очень медленно, потому что не работали тормоза из-за того что я ехал на 3 колесах. Я думаю, что потерял порядка 10—15 секунд только по пути до боксов. Пит-стоп у нас получился дольше обычного, и когда выехал с пит-лейн то увидел проехавшего мимо Айртона, и уже тогда я знал что вероятно победа потеряна, но вы и сами видели, что на последних 10 кругах мы сделали всё возможное и даже больше, но его машина оказалась слишком широкой, чтобы обогнать его.»
Несмотря на первоначальные сообщения о том, что Мэнселл в туннеле получил прокол на 71-м круге, Goodyear позже опроверг эту информацию. Инженер команды Уильямс Эдриан Ньюи позже предположил, что, возможно, дело было в гайке крепления колеса.
В 1992 году Гран-при Монако стал единственным, когда команда Андреа Мода смогла пройти квалификацию в Формуле-1. Роберто Морено сошёл с дистанции после 11 кругов из-за проблем с двигателем, это выступление стало лучшим результатом команды. В одном из интервью в 2011 году Роберто Морено заявил, что квалификация в Монако на Andrea Moda S921 стала одним из лучших его воспоминаний об автоспорте:
«Я всегда буду помнить, как я прошёл предквалификацию на Андреа Мода в Монако. Шин в те дни нам хватало на 5—6 хороших кругов. Из-за того что у нас не было хорошего охлаждения, двигатель начинал перегреваться уже после 4 кругов. Двигатель нагревался, и давление масла повышалось. Мне пришлось остановиться на 4-м круге, чтобы не взорвать двигатель. Но этого хватило, чтобы пройти предквалификацию, и первое препятствие было преодолено. В квалификации я выехал на трассу в самом начале сессии. В Монако вы всегда сможете показать хорошее время, если выйдете на трассу под конец квалификации на заключительный круг, но я занял 11-е место в первые 20 минут сессии, это было всё что я мог сделать. Когда возвращался в боксы, все команды мимо которых я проезжал, хлопали мне в ладоши, эти дни останутся в моей памяти навсегда. Судзука 1990 года, очевидно, большее для меня достижение, но квалификация на Андреа Мода важнее для меня, чем вам кажется.»
На сайте BBC о Формуле-1 в 2009 году бывший комментатор Формулы-1 Мюррей Уокер включил битву за лидерство между Сенной и Мэнселлом на последних круга Монако-1992 в пятёрку лучших противостояний в истории Формулы-1.

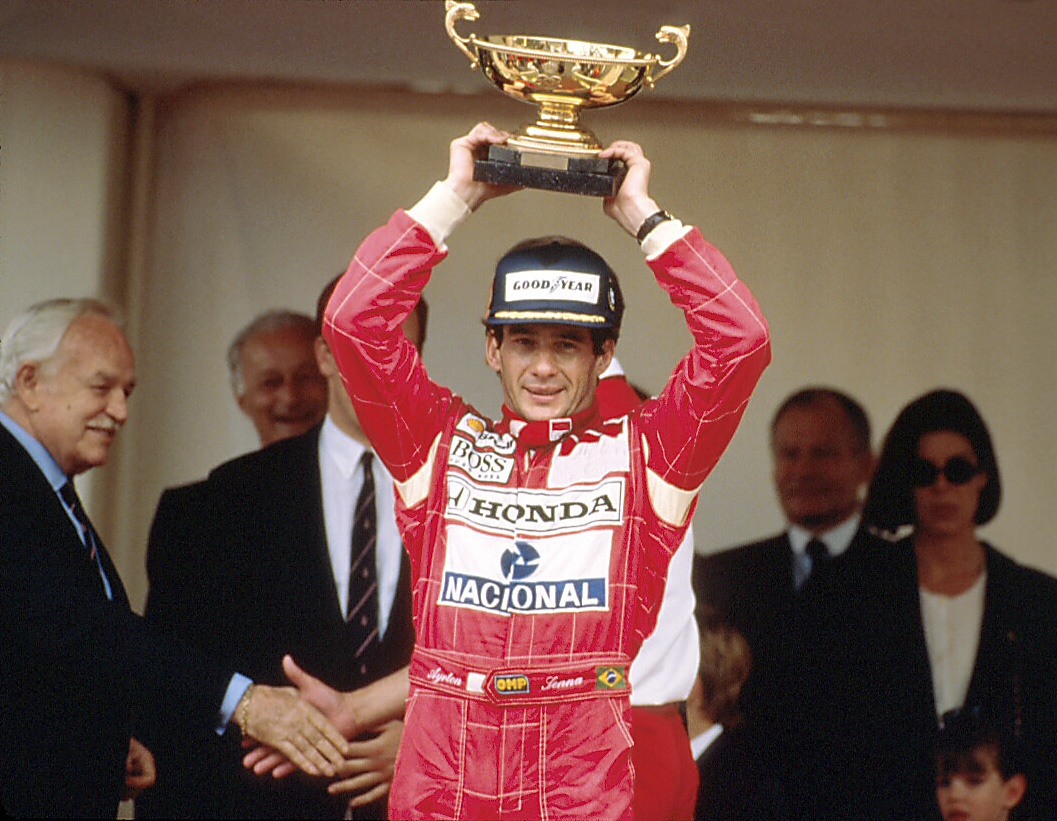
Айртон Сенна празднует победу